# Mutante (Marvel Comics)
Un mutante, nell'universo Marvel, è un individuo che possiede un particolare tratto genetico chiamato gene-X che consente di sviluppare naturalmente abilità e poteri sovrumani. Il nome scientifico che nella finzione viene apposto alla specie è Homo sapiens superior o semplicemente Homo superior. La specie mutante è considerata essere la fase successiva dell'evoluzione umana dopo l'Homo sapiens.
Diversamente dai mutati, individui che manifestano i loro poteri dopo l'esposizione a una qualche forma di energia, i mutanti nascono già provvisti di poteri, che si manifestano dopo una certa età, tipicamente con la pubertà.

## Storia editoriale
Il concetto Marvel di mutante fu sviluppato dall'editor e scrittore Stan Lee nei primi anni sessanta, in modo da avere a disposizione un certo numero di supereroi senza doversi preoccupare di stabilire l'origine dei poteri per ciascuno di essi: Lee decise che tali eroi erano semplicemente nati con i poteri. Tale intuizione portò alla creazione degli X-Men nel 1963: un gruppo di adolescenti addestrati nell'uso responsabile dei propri poteri dal professor Charles Xavier all'interno di una scuola, che sebbene temuti e odiati dal resto del mondo, si prodigavano per renderlo più sicuro.
La Marvel considera Namor il primo mutante pubblicato (debuttò nel 1939), anche se gli venne assegnata l'appartenenza a questa specie solo parecchi anni dopo. Un altro mutante che è stato identificato come tale solo molto tempo dopo è Toro, presentato al pubblico nel 1940. Il terzo mutante presentato prima dell'avvento degli X-Men è stato Tad Carter, un uomo con poteri telepatici e capace di volare, apparso nel racconto L'Uomo nel Cielo di Amazing Adult Fantasy 14, del luglio 1962.

## Origine della mutazione
Nell'universo Marvel i mutanti sono sempre esistiti (ad esempio il mutante Apocalisse è nato nell'antico Egitto), ma la maggiore diffusione della mutazione in tempi moderni viene attribuita alle radiazioni dovute al proliferare degli esperimenti nucleari, che avrebbero causato un'accelerazione dell'espressione dei geni mutanti.

## Tipologie di mutanti

### Classificazione in base ai poteri
I mutanti si classificano a seconda del loro potere in 5 Classi. Questa classificazione viene utilizzata principalmente nei film realizzati sugli X-Men.
Classe 1:
I mutanti di questa classe sono i meno potenti e i loro poteri sono minimi e consistono solo in piccole variazioni genetiche.
Classe 2:
I mutanti di questa classe sono mediamente potenti e i loro poteri sono soprattutto fisici, raramente mentali.
Classe 3:
I mutanti di questa classe sono mediamente potenti e questa classe comprende una vasta gamma di poteri, fisici e mentali. A questa classe appartiene la maggior parte dei mutanti della Terra.
Classe 4: 
I mutanti di questa classe sono molto potenti; dotati di poteri enormi, che possono essere manipolazione elementale, manipolazione dei corpi, manipolazione dei poteri mentali e doti sovrumane avanzate. Sono molto rari; alcuni esempi sono Tempesta, Emma Frost, il Professor X, Magneto, Pyro e il selvaggio Wolverine.
Classe 5:
I mutanti di questa classe sono estremamente potenti e i loro poteri, sia fisici che mentali, sono praticamente illimitati. I mutanti di questa classe sono rarissimi e per ora solo due ne sono stati esplicitamente indicati come membri, ossia Jean Grey e Apocalisse.
Impossibile inserire Franklin B. Richards in questa classifica perché considerato mutante "oltre" gli Omega. Ciò lo rende, potenzialmente (trattandosi di un bambino), il mutante più potente dell'universo Marvel.

### I mutanti di livello Omega
Livello Omega è la definizione con cui vengono indicati i mutanti più potenti dell'universo Marvel, in grado di sviluppare pienamente il proprio potenziale genetico, in alcuni casi persino di modificare la realtà a loro piacimento od ospitare l'entità cosmica Fenice. Il termine fu utilizzato per la prima volta in Uncanny X-Men n. 207, ma non è mai stato completamente ed esaurientemente spiegato. Alcuni dei poteri che un livello Omega può possedere sono: immortalità, manipolazione di energia e materia, grandi abilità psioniche e il potenziale per poter esistere anche al di fuori dell'universo fisico. 
Di seguito la lista dei mutanti di livello Omega esplicitamente indicati come tali nel corso degli anni:
- Mister M
- Mad Jim Jasper
- Elixir;[2]
- Jean Grey;[3]
- Rachel Grey;[4]
- Kid Omega;[5]
- Legione;[6]
- Psylocke;[7]
- Franklin Richards;[8]
- Uomo Ghiaccio;[9]
- Vulcan;[10]
- Cable;[11]
- Stryfe;[11]
- Nate Grey.[12]

Del professor Xavier e di Emma Frost è stato scritto nei fumetti che possiedono una telepatia di livello Omega, ciò non significa automaticamente che essi possano anche essere considerati mutanti di livello Omega, solo che i loro poteri telepatici lo sono. Sempre di Emma Frost, al tempo in cui fu posseduta dalla Forza Fenice, fu anche scritto che possedette la potenza di un mutante di questo livello, ma fu appunto per un periodo limitato; allo stesso modo di Emma anche gli altri membri del gruppo definito come i "5 della Fenice" (Ciclope, Namor, Colosso e Magik) videro i loro poteri enormemente potenziati e raggiunsero lo stesso livello durante il periodo in cui furono posseduti da questa entità cosmica. Di Tempesta e di Chamber invece è stato scritto che hanno un potenziale per diventare dei mutanti di livello Omega, vale a dire che per il momento non hanno ancora sviluppato i loro poteri fino a questo livello, ma che hanno la possibilità di farlo.
Nel primo numero della miniserie House of X, scritto da Jonathan Hickman, il concetto di livello omega viene ri-definito come mutante il cui potere dominante risulta in grado di raggiungere limiti indeterminabili della sua peculiare capacità. I mutanti il cui potere soddisfa questo criterio sono quattordici:
- Jamie Braddock (Monarch) – manipolazione della realtà (quantistica)
- Robert Drake (Uomo Ghiaccio) – manipolazione della temperatura (in negativo)
- Joshua Foley (Elixir) – biocinesi
- Jean Grey (Marvel Girl) – telepatia
- David Haller (Legione) – manifestazione di poteri
- Erik Lehnsherr (Magneto) – magnetismo
- Kevin MacTaggert (Proteus) – manipolazione della realtà (psionica)
- Absalon Mercator (Mister M) – manipolazione della materia
- Ororo Munroe (Tempesta) – manipolazione del clima
- Bennet du Paris (Exodus) – telecinesi
- Quentin Quire (Kid Omega) – telepatia
- Franklin Richards (Powerhouse) – manipolazione della realtà (universale)
- Gabriel Summers (Vulcan) – manipolazione dell’energia
- Hope Summers (Hope) – manipolazione dei poteri

Secondo tale definizione il concetto di livello Omega non è riferito al preciso mutante, ma al suo particolare potere, infatti Jean Grey possiede una telepatia di livello Omega, mentre la sua telecinesi non è tanto potente da essere inclusa in questo elenco, a differenza di quella di Exodus. Inoltre permette un'ulteriore distinzione: per rientrare in tale definizione è necessario che la potenza del potere in esame non sia misurabile, pertanto la tecnopatia di Forge, che è la più potente tra quelle possedute dai mutanti, non è di livello Omega perché i suoi limiti sono definiti e, inoltre, al mondo sono presenti individui non mutanti la cui tecnopatia è superiore alla sua.

### Externi
Gli Externi sono potenti mutanti che godono del dono dell'immortalità; ognuno di loro rappresenta un concetto intangibile e sono tutti implicati nell'ascesa al potere di Apocalisse. Rob Liefeld s'ispirò alla saga di Highlander nell'ideazione dei background dei personaggi, ma la trama venne subito eliminata dalla dirigenza Marvel facendo uccidere quasi tutti gli Externi per mano di Selene.
Di seguito la lista degli Externi:
- Absalom - disperazione
- Burke - coraggio
- Candra - astuzia
- Cannonball - speranza
- Crule - ferocia
- Gideon - opportunismo
- Nicodemus - saggezza
- Saul - pazienza
- Selene - corruzione
- Apocalisse - distruzione

### Changeling
I Changeling, o Sostituti, sono mutanti i cui poteri si manifestano già alla nascita, invece che con la crescita come normalmente succede. Un loro esempio è l'Uomo Multiplo. Il concetto dei Changeling è stato introdotto dallo scrittore Peter David nella serie X-Factor, senza mai essere esaustivamente spiegato.

## Le mutazioni secondarie
La mutazione secondaria è un fenomeno mutante che permette lo sviluppo di nuovi poteri o il potenziamento di quelli già presenti, spiegato da Bestia come la volontà di adattamento dell'organismo in situazioni di grande pericolo. Anche in questo caso la Marvel non ha stabilito un criterio specifico per lo sviluppo della mutazione secondaria, lasciando in mano agli autori le spiegazioni di volta in volta.
Di seguito una lista di mutanti che ne hanno sviluppato una:
- Polaris ha sviluppato il potere di incrementare la propria massa, forza e resistenza. È stata la prima mutante a manifestare una mutazione secondaria dopo che la sua presunta sorellastra Zaladane le aveva sottratto i propri poteri.
- Bestia, aiutato da Sage, ha evoluto la propria fisiologia da quella di un primate, a un felino dopo essere stato ferito mortalmente da Vargas.
- Emma Frost, mentre si trovava sotto attacco delle Megasentinelle di Cassandra Nova, ha sviluppato la capacità di trasformare dapprima la sua epidermide e poi l'intero corpo, in una sostanza definita come diamante organico, che la rende quasi indistruttibile; quando però Emma si trova nella sua nuova forma diamantina, essa le impedisce di utilizzare la sua telepatia.
- Angelo ha scoperto che il suo sangue conteneva un fattore rigenerante di guarigione, dopo essere stato ferito mortalmente da Black Tom. In alcuni casi il suo sangue è stato trasfuso con successo, per guarire altre persone.
- Uomo Ghiaccio ha scoperto di aver sviluppato un'ulteriore mutazione quando anche i suoi organi interni hanno cominciato a congelare contagiando gli altri tessuti e intrappolandolo nella sua forma cristallina.
- Black Tom ha sviluppato una fisiologia arborea oltre alla sua abilità di incanalare e reindirizzare energia attraverso il legno.
- Gambit possiede un carisma ipnotico che gli permette di influenzare gli altri attraverso lo sguardo; questa capacità però funziona solo se le altre persone coinvolte ne sono all'oscuro, infatti una volta scoperto, questo potere non funziona più.
- Wolverine ha sempre avuto una mutazione secondaria latente, che però non è riuscita per molto tempo a svilupparsi a causa della costante lotta del suo fattore rigenerante contro l'adamantio che ricopre il suo scheletro ed è infatti tossico. Quando però Magneto manipolò l'adamantio nel suo corpo strappandoglielo - letteralmente - via dalle ossa, la mutazione secondaria poté riprendere la sua naturale evoluzione fino al pieno sviluppo: è uno stadio di Wolverine incredibilmente violento e ferale, di dimensioni maggiori, una straordinaria massa muscolare e con tutte le abilità sovrumane estremizzate alla massima potenza (inclusa naturalmente la forza bruta), rendendo Logan una vera bestia dalla ferocia inaudita che uccide tutto quello che ha intorno con i suoi lunghissimi e micidiali artigli d'osso (a scapito però della sua capacità di raziocinio e di autocontrollo). La mutazione secondaria venne infine soppressa quando venne ripristinato l'adamantio nello scheletro di Logan, costringendo nuovamente il fattore rigenerante a tamponare la mutazione secondaria per combattere senza sosta la tossicità del metallo e facendolo "regredire" alla mutazione primaria.

## Altre versioni

### Ultimate
Nella serie Ultimate Origins, prologo del crossover Ultimatum, i mutanti vennero creati artificialmente attraverso modificazioni genetiche nei laboratori di Arma X con sede ad Alberta, Canada, nel 1943. Utilizzando come base alcuni campioni del siero del supersoldato di Capitan America si cercò di ricrearne la formula iniettandolo al termine del processo di sintetizzazione in una cavia umana: James Howlett. Qualche tempo dopo l'attivatore venne rilasciato in forma aerea in tutto il mondo facendo sì che cominciassero a emergere mutanti fra la normale popolazione terrestre.